# Xestia exoleta
Xestia exoleta là một loài bướm đêm trong họ Noctuidae.